# 恩维德
恩维德，是西班牙卡斯蒂利亚-拉曼恰瓜达拉哈拉省的一个市镇。总面积36平方公里，总人口64人（2001年），人口密度2人/平方公里。